# Минаков, Александр Васильевич (журналист)
Алекса́ндр Васи́льевич Минако́в (род. 16 ноября 1960) — российский журналист и медиаменеджер, известный военный корреспондент, номинант российской телевизионной премии «ТЭФИ». Первый в мире журналист, сообщивший о начале бомбардировок Багдада.

## Биография
Родился 16 ноября 1960 года.
Окончил метеорологический факультет Воронежского Высшего Военного авиационно-инженерного училища и факультет журналистики Военного университета.
С 1983 по 1990 год проходил службу в Войсках ПВО Сибирского военного округа.
С 1990 по 1993 год работал в газете «На боевом посту» Московского округа ПВО.
С 1993 по 1995 год — корреспондент теле-радиостудии Министерства обороны, с 1995 года — главный редактор программы «Служу России!» телеканала ОРТ.
С ноября 1997 по январь 2000 года — специальный корреспондент службы новостей телеканала ТВЦ.
С февраля 2000 по июль 2007 года — специальный корреспондент информационных программ «Вести» и «Вести недели» телеканала РТР (с сентября 2002 года — «Россия»). Автор документального фильма «Русский Ирак» о жизни русских в этой стране. Принимал участие в телеигре «Форт Боярд» в составе команды журналистов телеканала «Россия» и известных актёров
Работал во многих «горячих» точках мира: в Чечне (1994—1996 и 1999—2002 годы), Югославии, Афганистане, Македонии, Ираке.
В 2007 году покинул телеканал «Россия» и по приглашению Игоря Угольникова начал подготовительные работы по запуску российско-белорусского телеканала ТРО.
С 2007 по 2017 год — главный редактор Телерадиовещательной организации Союзного государства (Россия-Беларусь) и телеканала ТРО. Автор и ведущий информационно-аналитической программы «Союз» и информационно-публицистической программы «Панорама с Александром Минаковым» на том же телеканале.
С марта по июнь 2017 года вернулся в ВГТРК на должность политического обозревателя . В июне того же года назначен директором филиала ФГУП ВГТРК ГТРК «Севастополь».
С октября 2019 года — директор ФГУП ВГТРК ГТРК «Таврида»(бренд «Вести Крым»).

## Санкции
15 января 2023 года, из-за вторжения России на Украину, внесён в санкционный список Украины, предполагается блокировка активов на территории страны, приостановка выполнения экономических и финансовых обязательств, прекращение культурных обменов и сотрудничества, лишение украинских госнаград.

## Достижения
- Финалист конкурса «ТЭФИ-2003» в номинации «Репортёр»[17].

## Награды и признание
- Награждён медалью ордена «За заслуги перед Отечеством» II степени[5]- 1996 г.
- Награжден медалью ордена «За заслуги перед Отечеством» I степени — 2019 г.